# Theo Boosten (scheidsrechter)

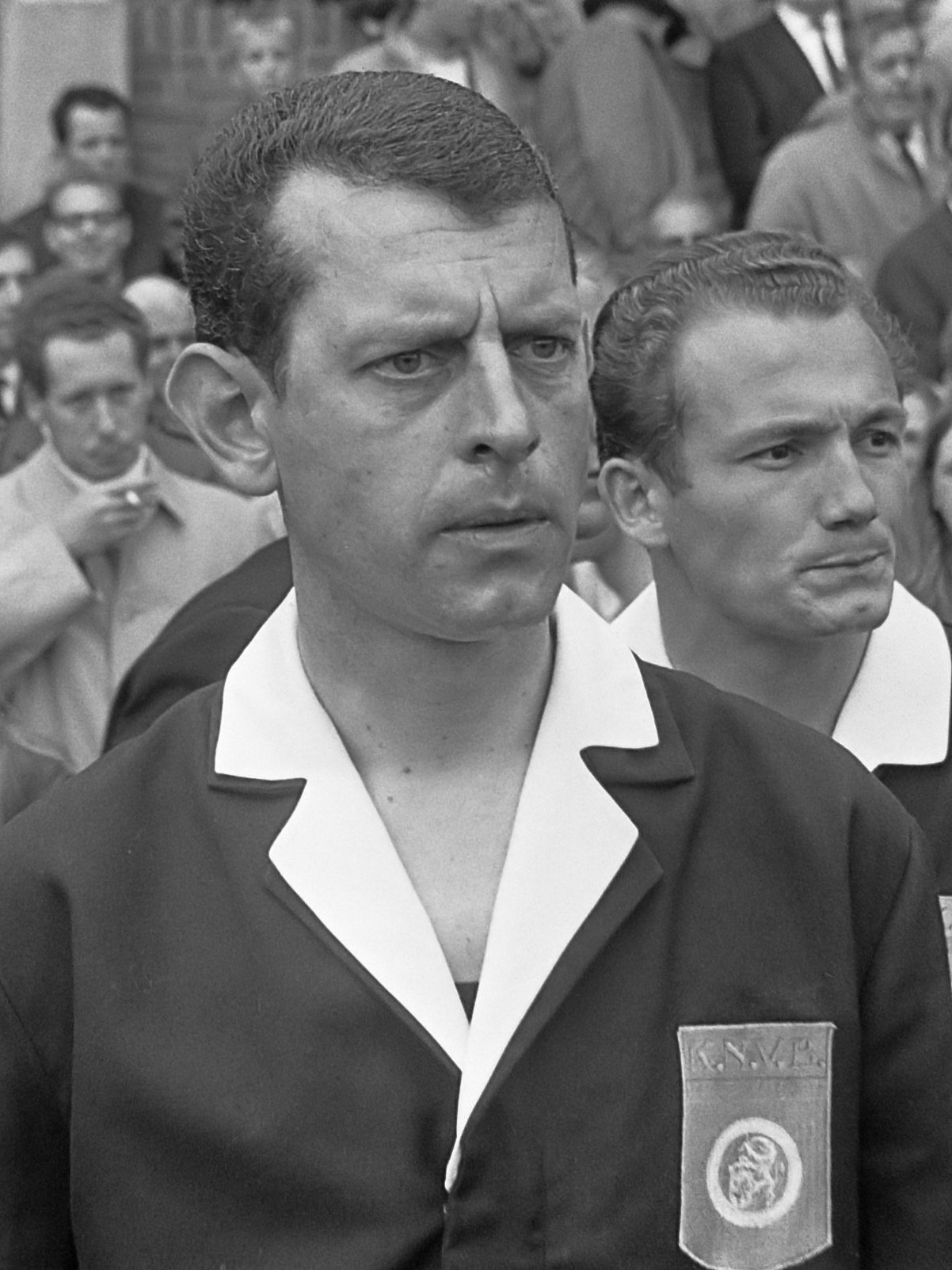
Theo Boosten (1969)

Theo Boosten (Hoensbroek, 21 februari 1929 – Heerlen, 14 april 1994) was een Nederlands voetbalscheidsrechter.
Boosten was in de jaren zestig en zeventig actief in het Nederlands betaald voetbal. Vanaf 1969 floot hij tevens internationale wedstrijden. In 1976 nam hij afscheid. 
Na zijn loopbaan was Boosten als scheidsrechter te zien in de Mini-voetbalshow. Namens de KNVB bezocht hij als waarnemer voetbalwedstrijden. Hij overleed in 1994 op 65-jarige leeftijd.